# فولوديمير مازيار
فولوديمير مازيار (بالأوكرانية: Мазяр Володимир Іванович)‏ هو لاعب كرة قدم ومدرب كرة قدم أوكراني في مركز الهجوم، ولد في 28 سبتمبر 1977 في Kamianka ‏ في أوكرانيا. شارك مع منتخب أوكرانيا تحت 21 سنة لكرة القدم. أما مع النوادي، فقد لعب مع دينامو كييف ونادي أوليكساندريا ونادي تافريا سيمفروبول ونادي دنيبرو دنيبروبتروفسك ونادي فورسكلا بولتافا.

## وصلات خارجية
- فولوديمير مازيار على موقع اتحاد أوكرانيا (الإنجليزية)
- فولوديمير مازيار على موقع قاعدة بيانات كرة القدم.إي يو (الإنجليزية)
- فولوديمير مازيار على موقع Soccerbase.com (مدرب) (الإنجليزية)
- فولوديمير مازيار على موقع Soccerway.com (الإنجليزية)
- فولوديمير مازيار على موقع عالم كرة القدم.نت (الإنجليزية)